# Royal Rumble 2022
Royal Rumble 2022 è stata la trentacinquesima edizione dell'omonimo pay-per-view di wrestling prodotto dalla WWE. L'evento si è svolto il 29 gennaio 2022 al The Dome at America's Center di Saint Louis, Missouri ed è stato trasmesso in diretta su Peacock negli Stati Uniti e sul WWE Network nel resto del mondo.

## Storyline
Come ogni anno avrà luogo il Royal rumble match, il cui vincitore avrà un match a WrestleMania 38 per il WWE Championship o lo Universal Championship; inoltre, vi sarà anche l'omonimo match femminile, la cui vincitrice avrà un match a WrestleMania 38 con in palio il Raw Women's Championship o lo SmackDown Women's Championship.
Il 1º gennaio, a Day 1, Brock Lesnar avrebbe dovuto affrontare lo Universal Champion Roman Reigns ma il match venne cancellato dopo che quest'ultimo risultò positivo al COVID-19; pertanto Lesnar venne aggiunto all'incontro per il WWE Championship della sera stessa che comprendeva anche il campione Big E, Bobby Lashley, Kevin Owens e Seth Rollins, dove poi trionfò conquistando il titolo. Nella puntata di Raw del 3 gennaio Lashley sconfisse Big E, Owens e Rollins in un fatal 4-way match, diventando lo sfidante al titolo.
Dopo la vittoria di Edge su The Miz a Day 1, la faida proseguì nella puntata di Raw del 3 gennaio, dove Edge e la moglie Beth Phoenix, sfidarono Miz e Maryse ad un mixed tag team match per Royal Rumble.
Nella puntata di SmackDown del 7 gennaio, poiché l'Universal Champion Roman Reigns non aveva uno sfidante per il titolo a Royal Rumble, l'official Adam Pearce informò il campione di aver scelto il suo avversario, ma Reigns affermò di aver già sconfitto tutti nel roster di SmackDown. Più tardi quella notte, Seth Rollins affrontò Reigns nel suo spogliatoio, ridendo istericamente, confermando apparentemente di essere lui il prescelto da Pearce, cosa poi confermata nella successiva puntata di Raw.
Nella puntata di Raw del 3 gennaio Liv Morgan, Bianca Belair e Doudrop rivendicarono un match per il WWE Raw Women's Championship di Becky Lynch e gli official Adam Pearce e Sonya Deville indirono un triple threat match fra le tre per determinare la sfidante, che fu vinto da Doudrop.

## Risultati
| # | Match                                                                   | Stipulazioni                                     | Durata |
| - | ----------------------------------------------------------------------- | ------------------------------------------------ | ------ |
| 1 | Seth Rollins ha sconfitto Roman Reigns (c) per squalifica               | Single match per il WWE Universal Championship   | 14:25  |
| 2 | Ronda Rousey ha vinto eliminando per ultima Charlotte Flair             | 30-women's royal rumble match                    | 59:40  |
| 3 | Becky Lynch (c) ha sconfitto Doudrop                                    | Single match per il WWE Raw Women's Championship | 13:00  |
| 4 | Bobby Lashley (con MVP) ha sconfitto Brock Lesnar (c) (con Paul Heyman) | Single match per il WWE Championship             | 10:15  |
| 5 | Edge e Beth Phoenix hanno sconfitto The Miz e Maryse                    | Mixed tag team match                             | 12:30  |
| 6 | Brock Lesnar ha vinto eliminando per ultimo Drew McIntyre               | 30-men royal rumble match                        | 51:10  |

## Royal rumble match

### Femminile
– Wrestler di Raw
     – Wrestler di SmackDown

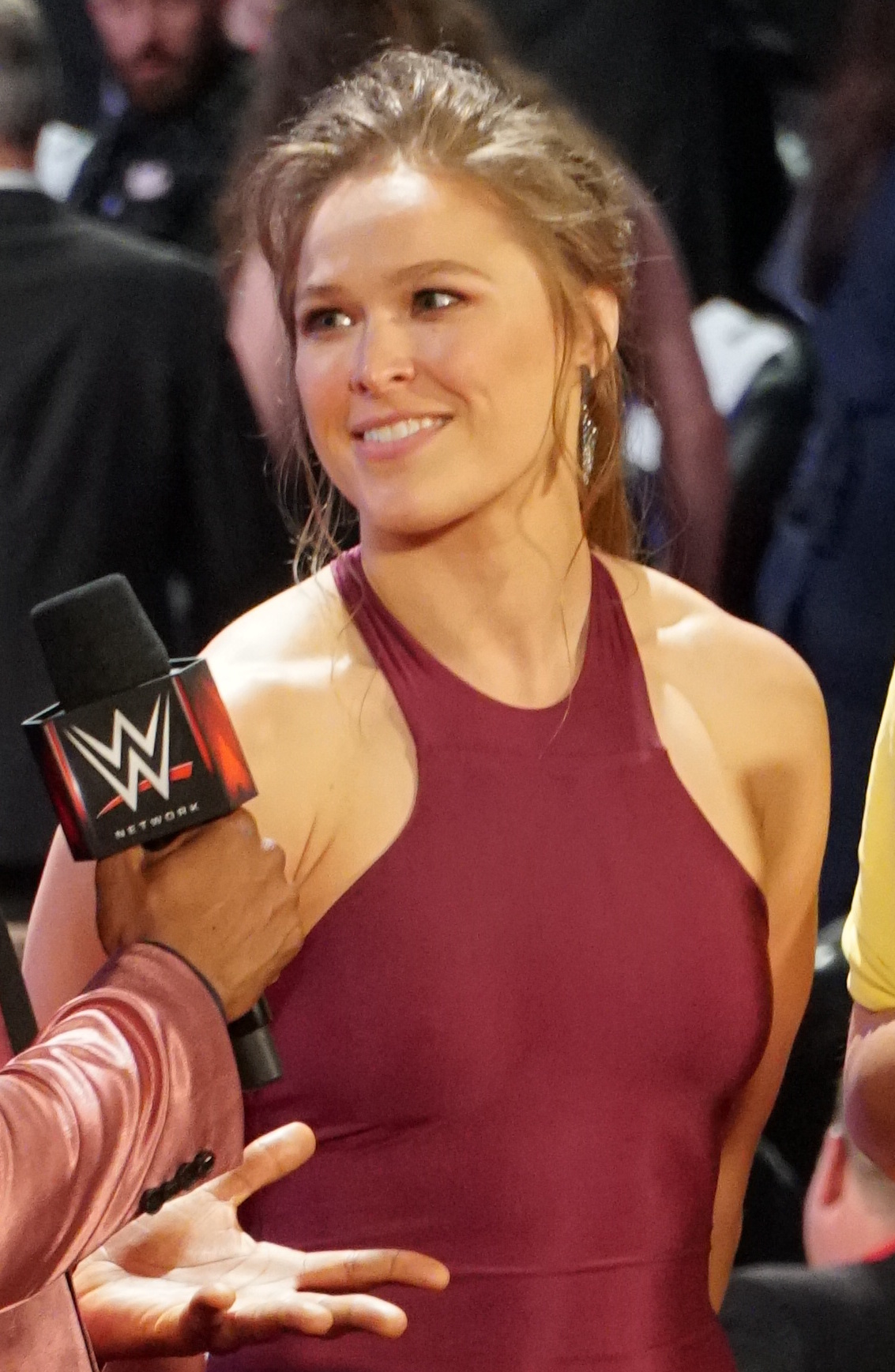
Ronda Rousey, vincitrice del Royal Rumble match femminile

     – Non affiliato a nessun roster
     – Vincitrice
| #   | Superstar       | Ordine | Eliminata da       | Tempo | N° eliminazioni |
| --- | --------------- | ------ | ------------------ | ----- | --------------- |
| #1  | Sasha Banks     | 3      | Queen Zelina       | 9:44  | 2               |
| #2  | Melina          | 1      | Sasha Banks        | 0:53  | 0               |
| #3  | Tamina          | 5      | Natalya            | 16:41 | 0               |
| #4  | Kelly Kelly     | 2      | Sasha Banks        | 1:05  | 0               |
| #5  | Aliyah          | 10     | Charlotte Flair    | 22:50 | 0               |
| #6  | Liv Morgan      | 17     | Brie Bella         | 37:20 | 0               |
| #7  | Queen Zelina    | 9      | Rhea Ripley        | 17:25 | 1               |
| #8  | Bianca Belair   | 27     | Charlotte Flair    | 47:30 | 1               |
| #9  | Dana Brooke     | 4      | Michelle McCool    | 2:12  | 0               |
| #10 | Michelle McCool | 13     | Mickie James       | 20:50 | 1               |
| #11 | Sonya Deville   | 7      | Naomi              | 2:00  | 2               |
| #12 | Natalya         | 24     | Bianca Belair      | 36:17 | 2               |
| #13 | Cameron         | 6      | Sonya Deville      | 0:51  | 0               |
| #14 | Naomi           | 11     | Sonya Deville      | 7:18  | 1               |
| #15 | Carmella        | 8      | Rhea Ripley        | 0:50  | 0               |
| #16 | Rhea Ripley     | 26     | Charlotte Flair    | 30:59 | 3               |
| #17 | Charlotte Flair | 29     | Ronda Rousey       | 31:23 | 5               |
| #18 | Ivory           | 12     | Rhea Ripley        | 0:25  | 0               |
| #19 | Brie Bella      | 22     | Ronda Rousey       | 19:21 | 3               |
| #20 | Mickie James    | 18     | Lita               | 11:40 | 1               |
| #21 | Alicia Fox      | 15     | Nikki Bella        | 6:30  | 0               |
| #22 | Nikki A.S.H.    | 20     | Ronda Rousey       | 12:13 | 1               |
| #23 | Summer Rae      | 14     | Natalya            | 0:52  | 0               |
| #24 | Nikki Bella     | 21     | Brie Bella         | 8:40  | 2               |
| #25 | Sarah Logan     | 16     | Brie e Nikki Bella | 0:43  | 0               |
| #26 | Lita            | 25     | Charlotte Flair    | 10:21 | 1               |
| #27 | Mighty Holly    | 19     | Nikki A.S.H.       | 0:20  | 0               |
| #28 | Ronda Rousey    | —      | Vincitrice         | 10:16 | 4               |
| #29 | Shotzi          | 23     | Ronda Rousey       | 2:56  | 0               |
| #30 | Shayna Baszler  | 28     | Charlotte Flair    | 5:31  | 0               |

1. ↑  Deville, già eliminata, è tornata sul ring e ha eliminato Naomi

### Maschile
- Wrestler di Raw
     - Wrestler di SmackDown

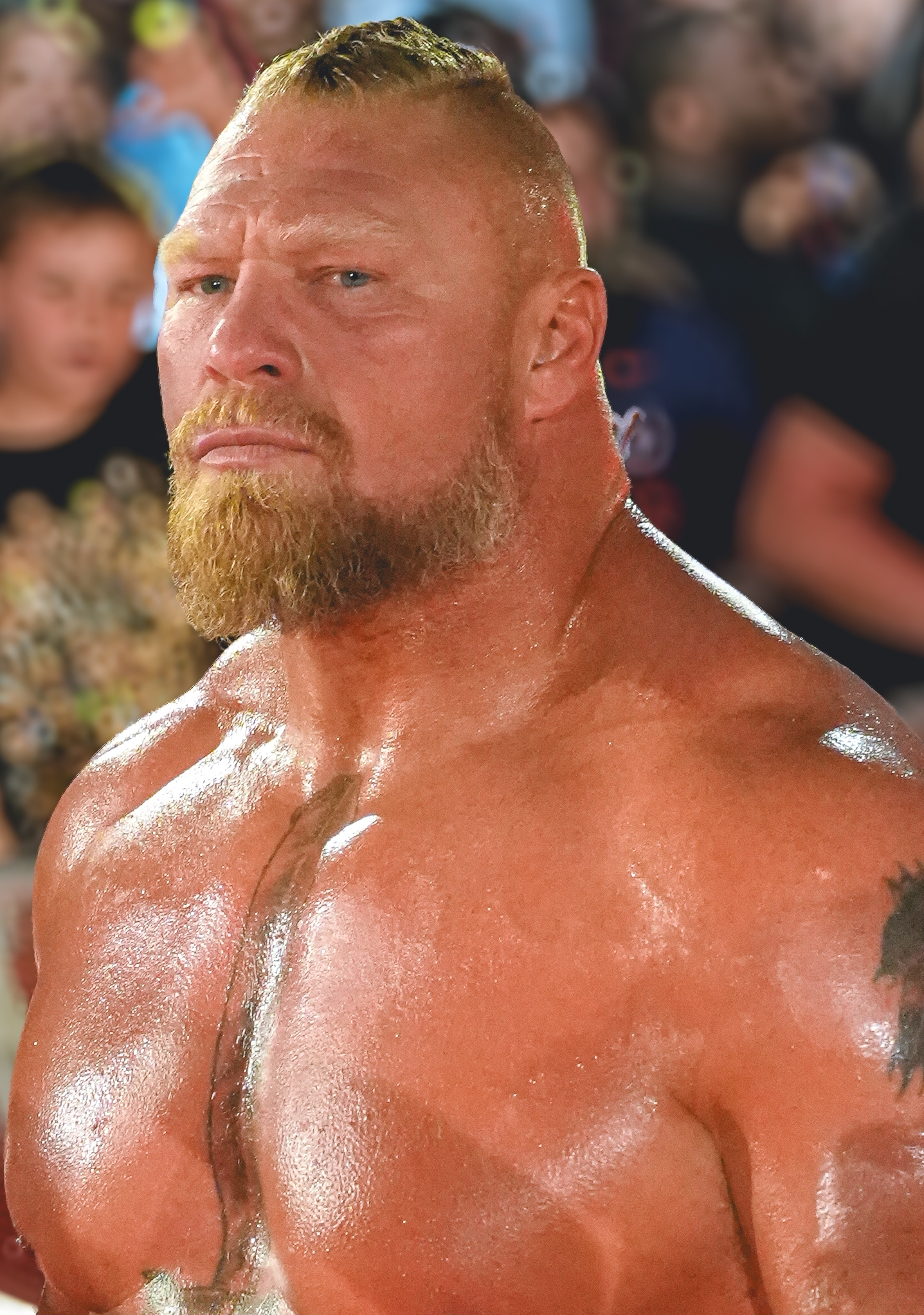
Brock Lesnar, vincitore del Royal Rumble match maschile

     - Non affiliato a nessun roster
     – Vincitore
| #   | Superstar         | Ordine | Eliminato da                                                                     | Tempo | N° eliminazioni |
| --- | ----------------- | ------ | -------------------------------------------------------------------------------- | ----- | --------------- |
| #1  | AJ Styles         | 14     | Madcap Moss                                                                      | 29:06 | 6               |
| #2  | Shinsuke Nakamura | 2      | AJ Styles                                                                        | 5:51  | 0               |
| #3  | Austin Theory     | 11     | AJ Styles                                                                        | 22:06 | 1               |
| #4  | Robert Roode      | 1      | AJ Styles                                                                        | 0:54  | 0               |
| #5  | Ridge Holland     | 12     | AJ Styles                                                                        | 19:11 | 0               |
| #6  | Montez Ford       | 6      | Omos                                                                             | 9:10  | 0               |
| #7  | Damian Priest     | 7      | Omos                                                                             | 11:04 | 0               |
| #8  | Sami Zayn         | 4      | AJ Styles                                                                        | 3:17  | 1               |
| #9  | Johnny Knoxville  | 3      | Sami Zayn                                                                        | 1:26  | 0               |
| #10 | Angelo Dawkins    | 5      | Omos                                                                             | 2:15  | 0               |
| #11 | Omos              | 8      | AJ Styles, Austin Theory, Ridge Holland, Ricochet, Chad Gable e Dominik Mysterio | 4:23  | 3               |
| #12 | Ricochet          | 9      | Happy Corbin                                                                     | 4:23  | 1               |
| #13 | Chad Gable        | 13     | Rick Boogs                                                                       | 8:18  | 1               |
| #14 | Dominik Mysterio  | 10     | Happy Corbin                                                                     | 3:44  | 1               |
| #15 | Happy Corbin      | 17     | Drew McIntyre                                                                    | 10:47 | 3               |
| #16 | Dolph Ziggler     | 20     | Bad Bunny                                                                        | 20:46 | 0               |
| #17 | Sheamus           | 19     | Bad Bunny                                                                        | 17:55 | 0               |
| #18 | Rick Boogs        | 15     | Happy Corbin                                                                     | 4:33  | 1               |
| #19 | Madcap Moss       | 16     | Drew Mclntyre                                                                    | 4:24  | 1               |
| #20 | Riddle            | 27     | Brock Lesnar                                                                     | 19:46 | 2               |
| #21 | Drew McIntyre     | 29     | Brock Lesnar                                                                     | 19:18 | 2               |
| #22 | Kevin Owens       | 22     | Shane McMahon                                                                    | 11:13 | 1               |
| #23 | Rey Mysterio      | 21     | Otis                                                                             | 9:05  | 0               |
| #24 | Kofi Kingston     | 18     | Kevin Owens                                                                      | 0:21  | 0               |
| #25 | Otis              | 24     | Randy Orton e Riddle                                                             | 8:52  | 1               |
| #26 | Big E             | 23     | Randy Orton e Riddle                                                             | 6:37  | 0               |
| #27 | Bad Bunny         | 26     | Brock Lesnar                                                                     | 7:41  | 2               |
| #28 | Shane McMahon     | 28     | Brock Lesnar                                                                     | 5:38  | 1               |
| #29 | Randy Orton       | 25     | Brock Lesnar                                                                     | 2:21  | 2               |
| #30 | Brock Lesnar      | —      | Vincitore                                                                        | 2:32  | 5               |